# BMW M41
M41 er en 4-cylindret diesel rækkemotor fra BMW, som er produceret mellem 1994 og 2000.
Den var BMW's første 4-cylindrede dieselmotor. Den var videreudviklet fra M51D25 motoren, og delte 56% af komponenterne med denne. Kun 14% af komponenterne til M41D17 måtte videreudvikles.